# Burgertime
Burgertime (バーガータイム Bāgātaimu?) är ett arkadspel skapat av Data East som arkadspel till DECO Cassette System. Spelets ursprungliga titel, Hamburger (ハンバーガー?), ändrades till Burgertime inför släppet i USA.

## Handling
Spelaren antar rollen som kocken Peter Papper, som skall ta sig genom labyrintliknande plattformsbanor, och undvika diverse fiender. I USA disturberades spelet av Bally Midway.
Enligt Twin Galaxies är det högsta rekordet någonsin 11,512,500 poäng, noterat av Bryan L. Wagner 2008.
Då Data East försattes i konkurs 2003 köpte G-Mode upp rättigheterna till spelet.

### Fotnoter
1. 1 2 3  ”Gauntlet II”. NES DB. Arkiverad från originalet den 23 maj 2014. https://web.archive.org/web/20140523230707/http://www.nesdb.se/game_more.php?id=570&rid=1. Läst 12 juni 2014.